# 네이트 서몬드

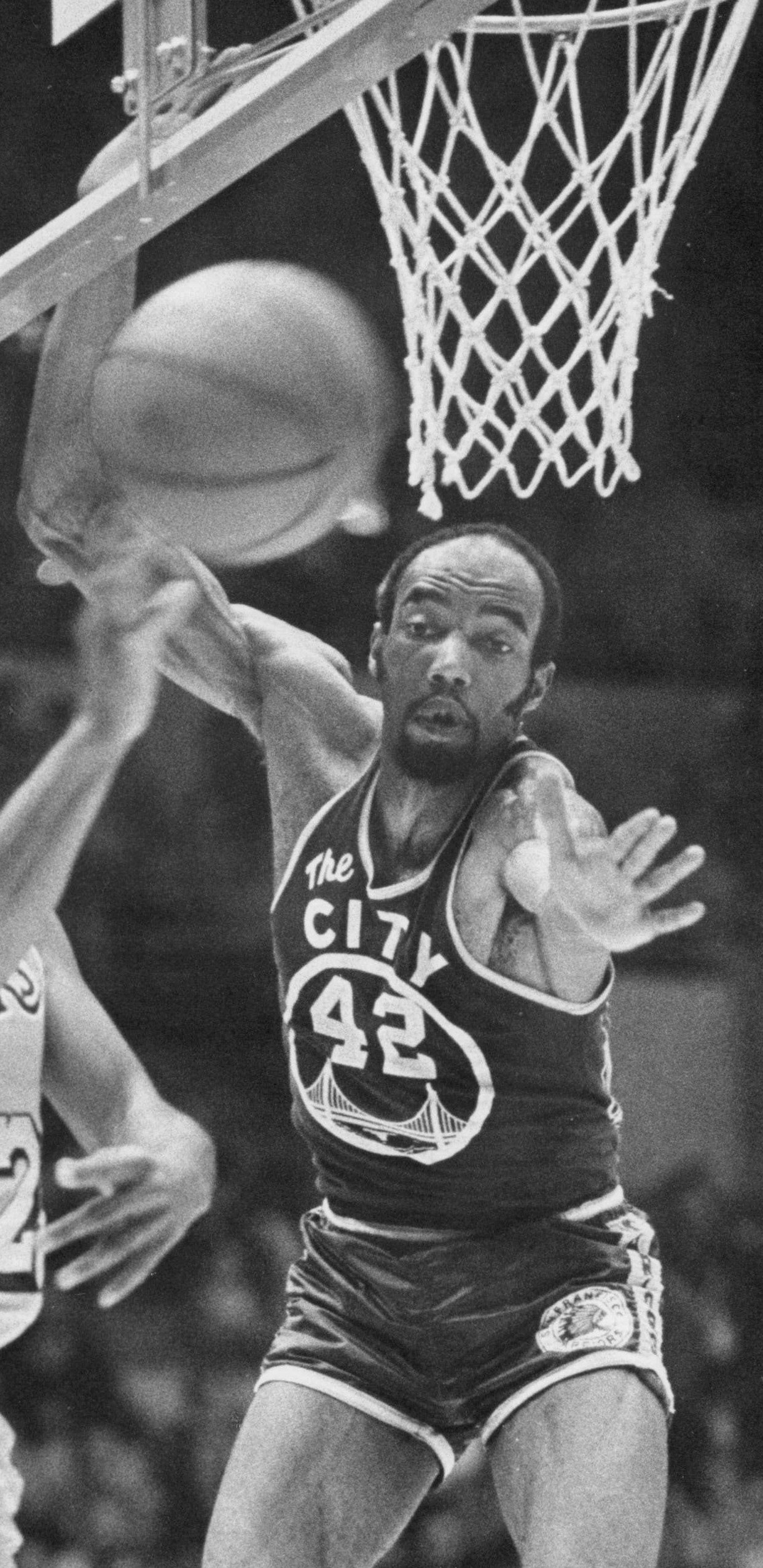
1969년 모습

네이트 서몬드(Nate Thurmond, 본명: Nathaniel Thurmond, 1941년 7월 25일 – 2016년 7월 16일)는 미국 농구 선수로 14년 경력의 대부분을 NBA(전미 농구 협회)에서 골든스테이트 워리어스 프랜차이즈와 함께 보냈다. 센터 (농구)와 파워 포워드 포지션을 맡았다. 서몬드는 7차례 올스타에 선정되었으며 NBA 역사상 공식 쿼드러플더블을 기록한 최초의 선수였다. 1965년에 그는 한 경기에서 42개의 리바운드를 기록했다. 윌트 체임벌린과 빌 러셀만이 NBA 경기에서 더 많은 리바운드를 기록했다. 서몬드는 1985년 네이스미스 기념 농구 명예의 전당 회원, NBA 역사상 가장 위대한 선수 50인 중 한 명, 2021년 NBA 75주년 기념 팀의 일원으로 선정되었다.
팬들에게 "Nate the Great"로 알려진 서몬드는 골든스테이트 워리어스와 클리블랜드 캐벌리어스에서 그의 등번호 42번을 영구결번으로 지정했다.